# Initial D
Initial D (頭文字D, Inisharu Dī) é um mangá seinen escrito e ilustrado por Shuichi Shigeno e publicado na Young Magazine da editora Kodansha de 1995 a 2013. Foi adaptado para diversas séries em anime e original video animation por diferentes estúdios. Um filme em live action pela Avex e Media Asia foi lançado em 2005.
A história foca no mundo de rachas japoneses, onde a ação é concentrada em passos de montanha (chamadas de Touge), e com ênfase o estilo de corrida de drift (derrapagem) em particular. O corredor profissional Keiichi Tsuchiya ajudou com supervisão editorial e consultoria técnica. A história é centrada na prefeitura de Gunma, entre diversas montanhas na região de Kantō e suas cidades próximas. Embora alguns locais tenham tido seus nomes alterados, todos eles são baseados em locais reais do Japão.
Em Abril de 2021, o mangá tinha acima de 55 milhões de cópias em circulação, sendo um dos mangás mais vendidos na história.

## Lista de Lançamentos

### Mangá
- Initial D Mangá - Japão - 48 Volumes (1995 - 2013)
- Initial D Mangá - Brasil (Panini) - 1 Volume (2024 - um novo volume é lançado a cada mês)
- Initial D Mangá - EUA (Kodansha USA) - 48 Volumes (2019)
- Initial D Mangá - EUA (TokyoPop) - 33 Volumes (2002 - 2009) (licença expirada)

### Anime
A Avex decidiu por lançar o anime dividindo-o em temporadas chamadas Stages (estágios). Uma das peculiaridades do anime é o fato de tocar Super Eurobeat como música-tema das corridas. O anime no Brasil era exibido pelo canal Animax.
- Initial D - 26 episódios (1998)
- Initial D Second Stage (Segundo Estágio) - 13 episódios (1999)
- Initial D Extra Stage (Estágio Extra) - OVA (2000) (Obs: No Japão, o Extra Stage foi lançado em duas partes)
- Initial D Third Stage (Terceiro Estágio) - um filme de 1 Hora e 45 minutos (2001)
- Initial D Battle Stage (Estágio De Batalha) - um filme de 50 minutos (2002)
- Initial D Fourth Stage (Quarto Estágio)- 24 episódios (2004-2005)
- Initial D Battle Stage 2 (Estágio De Batalha 2) - um filme de 1 Hora e 18 minutos (2006)
- Initial D Extra Stage 2 (Estágio Extra 2) - OVA (2008)
- Initial D Fifth Stage (Quinto Estágio) - 14 episódios (2012-2013)
- Initial D Final Stage (Estágio Final) - 4 episódios (2014)
- New Initial D The Movie - Legend 1: Awakening — (Longa-metragem 2014)
- New Initial D the Movie - Legend 2: Racer — (Longa-metragem, lançamento: 23 de Maio de 2015 no Japão)
- New Initial D Movie: Legend 3 - Mugen  — (Longa-metragem, lançamento: 6 de Fevereiro de 2016 no Japão)
- Initial D Battle Stage 3 (Estágio De Batalha 3) - um filme de 93 minutos (2021)

### Jogos
Initial D gerou vários jogos de videogame e um jogo de cartas.
- Initial D Gaiden — 1998 — Game Boy
- Initial D: Koudou Saisoku Densetsu — 1999 — Sega Saturn
- Initial D — 1999 — PS1
- Initial D: Takahashi Ryōsuke no Taipingu Saisoku Riron — 2000 — PS2
- Initial D: Arcade Stage / Initial D — 2002 — Arcade (NAOMI 2)
- Initial D: Another Stage — 2002 — GBA
- Initial D: Arcade Stage Ver. 2 / Initial D Ver. 2 — 2003 — Arcade (NAOMI 2)
- Initial D Collectible Card Game — 2003 — Collectible Card Game
- Initial D: Special Stage — 2003 — PS2
- Initial D: Mountain Vengeance — 2004 — PC
- Initial D: Arcade Stage 3 / Initial D Version 3 — 2004 — Arcade (NAOMI 2)
- Initial D: Arcade Stage 4 / Initial D 4 — 2006 — Arcade (Lindbergh)
- Initial D: Street Stage — 2006 — PSP
- Initial D: Arcade Stage 4 Limited — 2007 — Arcade (Lindbergh)
- Initial D Arcade Stage 4 Kai — 2008 — Arcade (Lindbergh)
- Initial D: Extreme Stage — 2008 — PS3
- Initial D: Arcade Stage 5 — 2009 — Arcade (Lindbergh)
- Initial D: Arcade Stage 6 AA — 2011 — Arcade (RingEdge)
- Initial D: Arcade Stage 7 AAX — 2012 — Arcade (RingEdge)
- Initial D: Arcade Stage 8 ∞ (Infinity) — 2014 — Arcade (RingEdge / RingEdge 2)
- Initial D: Perfect Shift Online — 2014 — Nintendo 3DS
- Initial D: Arcade Stage Zero — 2017 — Arcade (Sega Nu2)
- Initial D Pachislot — 2021 - Arcade
- Initial D The Arcade — 2021 — Arcade (ALLS)
- P Initial D — 2022 — Arcade

## Versão americana
A série recebeu uma versão licenciada pela TOKYOPOP. Embora tenha feito muito sucesso, muitos fãs se decepcionaram com o tratamento que a série recebeu, por terem mudado os nomes dos personagens e cortado boa parte das explicações técnicas. Por exemplo, o protagonista, Takumi, se tornou Tak e seu melhor amigo Itsuki se tornou Iggy. A empresa também retirou as músicas Eurobeat e trocou por rap e hip-hop feitos especialmente para o anime pelo DJ Milky.. As mudanças são atribuídas a rumores de que a TOKYOPOP quis aumentar as vendas aproveitando o sucesso de Velozes e Furiosos.  

## Sinopse
Ambientado na província de Gunma durante os anos 90, a série mostra a história de Takumi Fujiwara, um garoto de 18 anos que ajuda a loja de tofu de seu pai fazendo entregas todos os dias de manhã para o hotel no Monte Akina usando o carro de seu pai, um Toyota Sprinter Trueno GT-APEX (AE86). Takumi vem fazendo essas entregas desde que tinha 13 anos. Como resultado, suas habilidades são altamente refinadas, permitindo-o pilotar durante qualquer condição climática.
Em uma corrida numa estrada da montanha (Touge), potência não é o mais importante. Equilíbrio, habilidade e coragem são fatores determinantes para a vitória. As Touge são divididas em dois tipos: descida e subida Downhill e Hillclimb/(Uphill). As corridas Hillclimb (subindo a montanha) depende mais da potência do carro e da capacidade do piloto para controlar a aceleração. As corridas Downhill (descendo a montanha) depende das técnicas de frenagem e controle do carro, necessitando menos potência vinda do carro.

### Primeiro Estágio
A história começa com os corredores de rua da equipe de Akagi, RedSuns, desafiando o time de Akina, Akina SpeedStars, para uma corrida "amigável". Depois de ver o quanto os RedSuns são habilidosos, os SpeedStars vêem a corrida como uma disputa por seu próprio orgulho, determinados a não serem humilhados em sua própria casa. Entretanto, o líder da equipe, Iketani, acaba sofrendo um acidente enquanto praticava para o desafio.
Iketani descobre que Keisuke Takahashi, dos RedSuns, aparentemente foi derrotado por um misterioso Toyota AE86 enquanto corria no Mt. Akina. Ao procurar pelo carro, descobre que ele pertence ao dono de uma loja de Tofu, Bunta Fujiwara, que era um corredor de rua (street racer) muito famoso quando era jovem. Iketani implora para que Bunta corra em seu lugar contra os RedSuns. No entanto, no dia da corrida, quem aparece no lugar de Bunta é seu filho, Takumi. Embora relutante sobre deixar Takumi correr, Iketani acaba mudando de ideia quando descobre que Takumi é o "Fantasma de Akina", aquele que venceu Keisuke enquanto entregava tofu. Takumi corre conta o Mazda RX-7 Type R FD3S de Keisuke e vence novamente, causando furor entre a comunidade local de corredores de rua e pondo um fim a invencibilidade do RedSuns.
Inicialmente, Takumi não tem interesse algum sobre corridas, apenas correndo contra Keisuke porque seu pai prometeu emprestar o carro com o tanque de gasolina cheio (Takumi tinha um encontro marcado para o dia seguinte), mas com o tempo ele começa a se interessar cada vez mais, a medida que é desafiado. Ele começa a entender o conceito do orgulho dos corredores de rua quando todos dizem para ele recusar o desafio contra o piloto da equipe Night Kids, de Myogi, que pilota um carro muito superior em potência e tecnologia, o Nissan Skyline GT-R V-Spec II R32. A disputa contra outro membro dos Night Kids, Shingo Shouji, se tornou pessoal depois que Shingo tentou fazer Iketani bater e causou um acidente a Itsuki, confundindo-o com Takumi. Depois disso veio o duelo contra Mako e Sayuki, duas garotas de Usui conhecidas como Impact Blue e seu Nissan Sil-Eighty (RPS13) azul, um Nissan 180SX com a frente de um Nissan Silvia. 
Cada corrida apresenta condições desfavoráveis para Takumi. Quase todas as vezes o adversário é um carro mais potente do que o AE86 de Takumi, e a corrida contra Shingo foi uma "Gumtape Deathmatch", na qual os dois pilotos tiveram a mão direita presa ao volante com fita adesiva, um tipo de corrida que restringe severamente as habilidades de controle do carro e favorecia o Honda Civic Sir II EG6 de Shingo. A corrida contra o Impact Blue foi a primeira batalha de Takumi em um local que não fosse Akina, sem conhecer a estrada de Usui que é o curso local do time do Sil-Eighty.
Enquanto Takumi corria contra outras pessoas, o irmão de Keisuke e líder dos RedSuns, Ryosuke Takahashi, formulou um "plano perfeito" para vencer Takumi, acreditando nas simulações no computador que ele fez. Quando o verão está quase no fim, Ryosuke desafia Takumi e é derrotado, sendo ultrapassado por Takumi na última curva antes da linha de chegada. Ryosuke diz a Takumi para "não ficar satisfeito em só correr em Akina" e procurar desafios maiores.

### Segundo Estágio
Um grupo de corredores de rua chamado Emperor, liderados pelo piloto Kyoichi Sudou aparece na província de Gunma. Todos os pilotos da Emperor pilotam Mitsubishi Lancer Evolution. Eles viajam por Gunma desafiando e vencendo os melhores equipes de cada montanha. Entretanto, o verdadeiro objetivo de Kyoichi é ter uma revanche contra Ryosuke Takahashi, sem saber que ele perdeu para Takumi. Quando Kyoichi descobre, os Emperor desafiam os Akina SpeedStars para uma corrida, na esperança de que Takumi corra com seu AE86. Takumi se torna a primeira pessoa de Gunma a vencer um membro o Emperor correndo na descida, após vencer o segundo melhor piloto da equipe, Seiji Iwaki.
Kyoichi desafia Takumi para uma batalha, para "ensinar algumas coisas" e também como um evento extra durante sua corrida contra Ryosuke. Apesar de desinteressado, Takumi decide ir para Akagi. Durante sua corrida contra Kyoichi, o motor do AE86 explode e fica destruído. Kyoichi, que logo em seguida perde para Ryosuke, ensina para Takumi sobre as desvantagens de pilotar um carro antigo nas corridas ilegais modernas. Ainda que a derrota não seja por causa da falta de potência do AE86, como Ryosuke explica, ela se deve ao fato de que Takumi nunca pilotou em Akagi e não sabe sobre a velocidade de entradas e coisas do tipo que ele poderia usar a seu favor, basicamente obrigando-o a pilotar às cegas na frente de um potente Mitsubishi Lancer Evolution III GSR (CE9A) equipado com o (Sistema anti-lag). Se Takumi conhecesse pelo menos um pouco o trajeto, a corrida provavelmente teria terminado diferente.
Bunta, sabendo que o motor do AE86 estava a ponto de estragar, comprou um motor novo - um motor de alta rotação, derivado do Toyota 4A-GE 20 valve twin cam , que é utilizado pelo Grupo A Divisão 2 Classe Turismo nas corridas do Japanese Touring Car Championship. Ele instala o motor sem um novo conta-giros para ensinar a Takumi a importância de aprender conhecimentos mecâncios e entender mais sobre o seu carro. Takumi encontra um piloto de AE86 chamado Wataru Akiyama, que reage com surpresa frente a falta de conhecimentos mecânicos de Takumi, explicando que o novo motor do AE86 é extremamente forte e precisa de um novo conta-giros.
Assim que Takumi consegue preparar o AE86, ele desafia Wataru para uma corrida em seu Curso local, Shoumaru. A corrida se torna uma disputa de resistência, durando diversas voltas até que Takumi consegue utilizar a pista a seu favor, ultrapassando Wataru em uma reta que achavam ser muito apertada para isso.

### Estágio Extra
Se aproveitando da popularidade da dupla feminina Impact Blue que apareceu no Primeiro Estágio, esse OVA fala sobre a dinâmica da dupla Mako e Sayuki.  
Logo no começo, Mako está enfrentando seu coração partido depois de terminar com Iketani, quando Shingo e Nakazato (membros do Myogi Night Kids) aparecem para avisar a dupla sobre os Emperor, que venceram os Night Kids em seu curso local e que pretendem fazer o mesmo com todas as equipes de Gunma. Como Shingo é amigo de infância de Sayuki, ele achou que deveria avisá-las. As habilidades de Mako estão afetadas pelas suas preocupações e ela se pergunta se conseguiria enfrentar um desafio dos Emperor. Mas, quando dois pilotos do Emperor aparecem em Usui e zombam com o Impact Blue por serem mulheres, Mako e Sayuki os desafiam para uma corrida. Em uma disputa de descida contra o LanEvo dos Emperor, Mako consegue superar sua depressão e melhorar suas habilidades, vencendo facilmente a corrida.  
Embora Mako decida que não precisa de um homem em sua vida, ela gradativamente desenvolve um relacionamento com um amigo de Shingo chamado Ren, depois que Shingo e Sayuki os forçam a sair juntos. Ren é um piloto de rua, mas pretende parar de correr porque ele acredita que alcançou o máximo que poderia chegar e, por não ter como melhorar, ele perdeu o interesse. Mako se sente diferente, sabendo que há muitos pilotos melhores do que ela e ela quer chegar ao nível deles. Ren revela que deseja que Mako pare de correr, temendo por sua segurança, porque se ela for ser sua namorada ele ficaria preocupado toda vez que ela fosse correr.
Entretanto, depois que Mako o leva para correr em Usui, ele entende porque ela não vai deixar de ser uma piloto de rua.

### Terceiro Estágio
Ryosuke convida Takumi para entrar para o novo time que ele criou, que irá ter os melhores pilotos de Gunma.
Takumi não quer decidir se aceita ou não a proposta de Ryosuke até que ele decida a batalha em aberto contra Kyoichi. Assim que ele chega ao circuito local dos Emperor e olhar bem a pista, Takumi desafia Kyoichi. Ele impede que Kyoichi o ultrapasse e vence na última curva de Irohazaka. depois de vencer Kyoichi, um piloto local chamado Kai Kogashiwa, que planejava vencer Kyoichi, desafia Takumi. Ele revela ser filho de Ken Kogashiwa, que era rival de Bunta e perdeu para ele na última corrida que os dois disputaram. Kai surpreende Takumi utilizando a "linha especial" que seu pai ensinou. Ele ultrapassa Takumi pulando pelo canteiro da curva. Entretanto, Kai superestimou sua estratégia e isso permitiu que Takumi conseguisse se recuperar. Ele copia a linha de Kai para poder acompanhá-lo. Antes da corrida, Bunta sabia que Takumi chegaria a esse ponto e secretamente o ensinou que as folhas secas de Irohazaka seriam sua única chance. Perto do final, Takumi usa a sarjeta para correr pelo lado de dentro da pista, forçando Kai a correr do lado da pista que está cheia de folhas, ultrapassando Kai quando ele acaba rodando seu carro por causa das folhas.
O Natal se aproxima e Natsuki surpreende Takumi em sua casa, celebrando o Natal com ele e Bunta. No ano novo, Miki, um ex-aluno do mesmo colégio que Takumi e que foi socado por ele após falar sobre suas relações sexuais com Natsuki, vai até o trabalho de Natsuki e a ameaça para fazê-la entrar no seu carro. Ele a leva para o Lago Akina com a intenção de transar com ela, mas depois que ela revela que gosta de alguém, ele fica furioso e tenta violentá-la. Ela foge e liga para Takumi. Quando Miki ouve o nome de Takumi e percebe que é dele que Natsuki gosta, ele a força a entrar no carro novamente para fugir. Eles passam por Takumi, que estava vindo na direção oposta em seu AE86, para salvar Natsuki. Takumi dá meia-volta e persegue Miki. Quando Miki tenta fugir, ele entra muito rápido em uma curva e perde o controle, batendo no guardrail. Takumi leva Natsuki para casa, ambos revelando seus sentimentos no caminho. Quando a primavera chega, Takumi diz a Ryosuke que quer correr novamente com ele, desta vez em Akagi, antes de decidir sobre o novo time. Não se sabe quem venceu a corrida, mas Keisuke diz que essa corrida não é sobre vitória ou derrota. Quando estão perto do fim da corrida, Takumi decide que ele quer fazer parte do novo time de Ryosuke.

### Estágio de Batalha 1
Initial D - Estágio de Batalha 1 (especial) é um resumo de todas as corridas dos 3 primeiros estágios. Ao invés de apenas usar clipes tirados direto das séries, o OVA utiliza cenas totalmente novas, com a qualidade visual do Terceiro Estágio e uma nova trilha sonora Eurobeat. A edição especial ainda conta com comentários do lendário "Drift King" (Rei do Drift, em português) Keiichi Tsuchiya. O OVA possui duas corridas inéditas no anime: Seiji Iwaki Vs Keisuke Takahashi e Takeshi Nakazato Vs Keisuke Takahashi (corrida completa).

### Quarto Estágio
Essa série fala sobre os desafios do novo time criado por Ryosuke, o Projeto D, cujos membros são Ryosuke Takahashi (líder e estrategista), Takumi Fujiwara (especialista em descidas), Keisuke Takahashi (especialista em subidas) e uma equipe composta por membros do RedSuns. O time viaja pelas diversas províncias do Japão, desafiando os times e postando os resultados das corridas e recordes em seu website. Cada corrida faz parte do plano de Ryosuke de desenvolver uma parte específica da habilidade dos pilotos.
Takumi se torna mais maduro, adquirindo confiança e conhecimento mecânico, enquanto Keisuke melhora suas técnicas de pilotagem. Takumi instintivamente desenvolve novas técnicas através da sua ingenuidade após certa ajuda de Ryosuke, como passar o oponente com suas luzes dos faróis desligados, assim o oponente não pode te ver, ou usar o peso do carro para usar técnicas semelhantes ao vala de drenagem que ele utiliza em Akina.
Os adversários do Projeto D são cada vez mais habilidosos. Seus primeiros adversários são membros de uma equipe local, mas logo eles enfrentam alunos de uma escola de corrida profissional, enfrentando até mesmo pilotos profissionais. Um deles é um formando da escola, buscando uma revanche; o outro é um piloto de rally chamado por um time que perdeu anteriormente para o Projeto D, enfrentando Takumi com um carro ultra-leve, no caso um Suzuki Cappucino, com um motor de menos de 1.0 litros com turbo.
A cada área que o Projeto D conquista, novos relacionamentos e antigos inimigos pioram as coisas para o time. Keisuke rejeita Kyoko, uma corredora de rua e piloto de um Mazda RX-7 Type RZ(FD3S) que se conheceram antes de se enfrentarem em uma corrida, temendo que ter uma namorada o distraia de seus objetivos quanto ao Projeto D. Enquanto isso, Wataru observa o Projeto D com interesse, procurando por uma maneira de vencê-los.
A equipe enfrenta outro tipo de desafio quando novos oponentes decidem trapacear e intimidar ao invés de vencer por habilidade. Eles danificam o FD3S de Keisuke, que pega emprestado o FD3S de Kyoko para vencê-los.
Eventualmente o time enfrenta os membros mais velhos do time Purple Shadow. Hoshino Kouzou, conhecido como "Pé de Deus", é um piloto conhecido por sua habilidade suprema de aceleração (que permite fazer seu carro, um Nissan Skyline GT-R V-spec II Nur R34, correr sem turbo-lag) e possui uma habilidade única de manter sua concentração. Ele grita loucamente enquanto dirige para liberar sua tensão e impedir que erre por causa do estresse. Com essas duas técnicas, ele é capaz de fazer derrapagens com seu Skyline 4WD (Tração integral ou tração nas 4 rodas), algo normalmente quase impossível de se fazer com um Skyline normal, por causa de seu sistema que corrige o carro quando ele perde tração. Seu companheiro é Joushima Toshiya, o "Mão de Deus", um piloto conhecido por dirigir seu Honda S2000 com apenas uma mão, lembrando a "Corrida da Morte com Fita" adesiva que Takumi enfrentou contra Shingo no primeiro estágio. Com sua técnica de pilotar com uma mão só, ele pode limitar a virada brusca e executar uma derrapagem ideal, conservando seus pneus enquanto garante velocidade nas curvas. Isso ainda permite que ele utilize linhas de direção infinitas durante a corrida. "Mão de Deus" gastou diversos anos tentando encontrar os limites de sua técnica. Posteriormente ele ensina a Takumi sobre sua técnica de direção com uma só mão. Apesar de duvidar que Takumi comece a dirigir com uma mão só, ele acredita que irá aprender a utilizar as linhas de direção a seu favor.

### Estágio de Batalha 2
Initial D - Estágio de Batalha 2 (especial) é um OVA que resume os principais eventos e batalhas de Initial D 4th Stage, seguindo o formato do Estágio de Batalha original, que recapitulou as três primeiras temporadas.
Além da reedição das corridas da quarta temporada, o OVA apresenta duas batalhas extras, adaptadas do mangá, que não foram incorporadas à série original.

### Estágio Extra 2
O Estágio Extra 2 mostra o encerramento do Romance de Iketani e Mako. Iketani finalmente reencontrou com Mako e pediu desculpas por não ter ido ao encontro marcado há 6 meses. Mako Aceita as desculpas e disse que tinha algo a dizer a ele e marca um novo encontro. Iketani foi animado pois Mako lhe deu uma segunda oportunidade. Ele chegou 2 horas antes do encontro, porém um velho homem estava perdido e pergunta para Iketani onde ficava o Hotel em que ele ia se hospedar. Sendo uma boa pessoa, Iketani leva o velho para o Hotel. Em seu caminho de volta, ele fura o pneu reserva do carro (sendo que ele fura o outro no inicio). Ele correu e teve sorte de encontrar um telefone público. Ele Chamou Mako para o local e Mako diz que está saindo para uma corrida de um ano por uma empresa editorial. Iketani desiste do Romance.
Estágio Extra 2 foi exibido em pay-per-view em 3 de outubro de 2008 e foi disponível em DVD a partir de 5 de dezembro de 2008.

### Quinto Estágio
No Quinto Estágio continua a saga da equipe de corridas de rua, Project D, enquanto Takumi Fujiwara e Keisuke Takahashi elevam suas habilidades de direção a novos patamares. Ambientada na província de Kanagawa, a equipe enfrenta pilotos locais formidáveis em desafiadoras passagens montanhosas, buscando manter sua sequência invicta.
No meio das intensas batalhas, Takumi vê sua atenção desviada por uma jovem prodígio do golfe, introduzindo uma subtrama pessoal que explora seu crescimento além do mundo das corridas. Enquanto isso, Ryousuke Takahashi enfrenta um momento crucial ao confrontar questões não resolvidas de seu passado, adicionando profundidade emocional ao seu papel como líder da equipe.

### Estágio Final
Nesta fase final, Takumi encontra um adversário especial: um jovem prodígio que pilota um carro surpreendentemente familiar, levando a uma corrida cheia de tensão e sendo a última corrida de Takumi na franquia.

### Estágio de Batalha 3
Initial D - Estágio de Batalha 3 (especial) resume todas as corridas do Quinto Estágio e do Estágio Final. Diferentemente de seus predecessores, este OVA não apresenta novas batalhas, focando exclusivamente em cenas de corrida acompanhadas por uma trilha sonora.

## Filme Live-Action
Um filme live-action (com atores reais) baseado em Initial D foi lançado em 23 de Junho de 2005, na Ásia. O filme foi produzido pela Avex Inc. e o grupo de Hong Kong Media Asia. O filme foi dirigido por Andrew Lau e Alan Mak, que fizeram filmes como Infernal Affairs e The Legend of Speed.
Ambientado na província de Gunma, o Filme mostra a história de Takumi Fujiwara interpretado pelo ator Jay Chou (que estreou o filme O Besouro Verde, onde interpreta Kato, o fiel escudeiro do personagem-título de Seth Rogen), um garoto de 18 anos que ajuda a loja de tofu de seu pai fazendo entregas todos os dias de manhã para o hotel no Monte Akina usando o carro de seu pai, um Toyota Corolla Sprinter Trueno GT-APEX. Takumi vem fazendo essas entregas desde que tinha 13 anos. Como resultado, suas habilidades são altamente refinadas, permitindo-o pilotar durante qualquer condição climática. Em uma corrida numa Touge, potência não é o mais importante. Equilíbrio, habilidade e coragem são fatores determinantes para a vitória. Corridas na Touge são divididas em dois tipos: Dowhill e Hillclimb (Uphill). As corridas Hillclimb (subindo a montanha) depende mais da potência do carro e da capacidade do piloto para controlar a aceleração. As corridas Downhill (descendo a montanha) depende das técnicas de frenagem e controle do carro, necessitando menos potência vinda do carro.
A história chega a ser um pouco corrida demais, já que foram condensados perto de quarenta episódios do anime em um único filme. É indicado mais para os fãs do anime,sendo razoavelmente fiel a este. Entre as adaptações que mais chamam a atenção, está o fato do hachi-roku ganhar capô preto antes do Takumi entrar para o Project D, o sumiço do Keisuke e o fato do Itsuki virar filho do dono do posto de combustível. Destaque para o Bunta, interpretado por Anthony Wong Chau-Sang que interpretou fielmente o personagem, trazendo todo o ar comico que foi formidável para a fidelidade do filme com a série mangá/anime. Anthony já fez vários filmes entre eles o filme Casa da Fúria, produzido por Jackie Chan.